# Juan Pedro Quiñonero
Juan Pedro Quiñonero Martínez (Totana, 7 de octubre de 1946) es un periodista y escritor español.

## Biografía
Hijo de Juan Quiñonero Gálvez y Luz Martínez Pérez , maestros, fundadores de la escuela racionalista Francisco Ferrer Guardia, y asociados en la cooperativa Democracia y cultura, de Totana (Murcia) durante la República y la guerra civil, y posteriormente represaliados: se les prohibió ejercer como maestros, y su padre fue condenado a muerte, pena conmutada por una condena a veinte años de prisión mayor e indultado en diciembre de 1945.
La precariedad económica, social, y laboral obliga a Juan Pedro Quiñonero y a su padre a emigrar a Saint Étienne (Loire), Francia, en 1961. En 1963, la familia se instala en Palma del Río (Córdoba) y en 1966 se trasladan a Almansa (Albacete).
En 1964 Juan Pedro Quiñonero se marcha a Madrid, y trabaja como delineante auxiliar en el gabinete de proyectos de la Junta de Energía Nuclear, mientras continúa con sus estudios de Arquitectura, que dejaría inacabados.
En 1966, Manuel Blanco Tobío publicó sus primeros artículos en el periódico Arriba y comienza a trabajar como auxiliar de archivo en el periódico Informaciones ese mismo año, trabajando sucesivamente como reportero de sucesos, cronista de sociedad, crítico teatral, y enviado especial.
Desde que Víctor y Jesús de la Serna decidieron crear el suplemento literario Informaciones de las Artes y las Letras, Quiñonero formó parte del equipo fundador como reportero cultural y literario, junto a Pablo Corbalán, y Rafael Conte, al que sustituyó más tarde como corresponsal en París hasta el cierre del periódico, en 1979/80.
"Su influencia en la renovación teórica del periodismo literario se debe de forma fundamental a Rafael Conte y Juan Pedro Quiñonero, pues su aportación crítica más significativa la realizan en estas páginas. El suplemento alcanza una enorme difusión y se convierte en uno de los medios más comprometidos con la defensa de la nueva problemática literaria. En este aspecto, la influencia de Rafael Conte es determinante debido a su preocupación por los problemas teóricos en general y por la renovación metodológica en particular."
"Por su parte, Juan Pedro Quiñonero irá reflejando de manera especial en las diferentes secciones en las que participaba todos aquellos acontecimientos, síntoma de la renovación teórica. En sus páginas se irán plasmando las vicisitudes por las que atraviesan las nuevas teorías, siendo uno de los primeros espacios donde se comenta el impacto, , al mismo tiempo que la confusión creada por el desconocimiento de las nuevas corrientes." (Carmen Martínez Romero: Creación de la industria cultural (1965-1975))
Entre 1979 y 1983 trabajó sucesivamente para Diario 16, Cadena SER, Antena 3 y Onda Cero, y desde septiembre de 1983, como corresponsal del diario ABC en París.
Sus primeros libros, Proust y la revolución (1972), Ruinas (1973), Baroja, surrealismo, terror y transgresión (1974), y Escritos de VN (1978) son obras vanguardistas:
"Escritor original, y como tal basa sus armas en la obra perturbadora y revolucionaria, Quiñonero se nos aparece como satélite en torno al sistema planetario de aquellos que barrenaron en su día las sólidas y estables bases del universo burgués, de aquellos que instalados en la razón y en la lógica, no entendieron —a pesar de las guerras mundiales, de los descubrimientos freudianos— la angustia de un mundo en crisis. Juan Pedro Quiñonero, pues, es un seguidor, a veces con voz propia, de todos aquellos que formaron parte de la ruptura con los valores estéticos, técnicos y lingüísticos del mundo tradicional, y que de modo amplio se pueden calificar como «novela contemporánea» (Ramón Jiménez Madrid: Novelistas murcianos actuales)

## Obras
- Proust y la revolución (ensayo, 1972).
- Ruinas (novela, 1973).
- Baroja, surrealismo, terror y transgresión (ensayo, 1974).
- Memorial de un fracaso (ensayos, 1974)
- Escritos de VN (novela, 1976).
- La gran mutación. España. Europa ante el siglo XXI (ensayo, 1982).
- De la inexistencia de España (ensayo 1998).
- El misterio de Ítaca (ensayos, autobiografía, 2000).
- Anales del alba (novela, 2000).
- Retrato del artista en el destierro (autobiografía, 2004).
- El caballero, la muñeca y el tesoro (novela, 2005).
- Ramón Gaya y el destino de la pintura (ensayo, 2005).
- La locura de Lázaro (novela, 2006).
- Una primavera atroz (novela, 2007).
- De la inexistència d’Espanya (Traducción al catalán) (2008).
- El taller de la gracia (ensayos, 2009).
- El niño, las sirenas y el tesoro (ensayo, 2019). nº 21 Colección Baroja & Yo

## Premios
- Premio Marbella de novela (1976) por Escritos de VN.
- Premio Juan Cencillo de novela corta (2000) por Anales del alba.
- Premio José Manuel Caballero Bonald de ensayo (2004) por Retrato del artista en el destierro.
- Premio Rodríguez Santamaría (2009), que la Asociación de la Prensa de Madrid (APM) otorga como reconocimiento a los méritos de toda una vida profesional.
- Premio de Periodismo Cirilo Rodríguez (2016), que la Asociación de la Prensa de Segovia otorga como reconocimiento a la labor de corresponsales y enviados especiales.